# Speedski-Weltcup 2014
Der Speedski-Weltcup 2014 begann am 25. Januar 2014 in Vars (Frankreich) und endete am 16. März 2014 in Idre (Schweden). Den Gesamtweltcup bei den Männern gewann der Österreicher Klaus Schrottshammer. Bei den Frauen war die Schwedin Linda Baginski erfolgreich.

## Weltcupwertung
| Rang | Athlet               | Punkte |
| ---- | -------------------- | ------ |
| 1    | Klaus Schrottshammer | 590    |
| 2    | Ivan Origone         | 570    |
| 3    | Simone Origone       | 420    |
| 4    | Bastien Montes       | 274    |
| 5    | Christian Jansson    | 272    |
| 6    | Radek Cermak         | 230    |
| 7    | Daniel Andersson     | 206    |
| 8    | Jedrzej Dobrowolski  | 201    |
| 9    | Nikolay Pimkin       | 196    |
| 10   | Jimmy Montes         | 147    |

| Rang | Athletin               | Punkte |
| ---- | ---------------------- | ------ |
| 1    | Linda Baginski         | 620    |
| 2    | Valentina Greggio      | 515    |
| 3    | Karine Dubouchet Revol | 500    |
| 4    | Liss-Anne Pettersen    | 140    |
| 5    | Hanna Matslofva        | 130    |
| 6    | Tomoko Shimbo          | 100    |
| 7    | Britta Backlund        | 95     |

## Podestplatzierungen Herren
| Datum            | Ort         | 1. Platz             | 2. Platz             | 3. Platz             |
| ---------------- | ----------- | -------------------- | -------------------- | -------------------- |
| 25. Januar 2014  | Vars        | Simone Origone       | Ivan Origone         | Philippe May         |
| 22. Februar 2014 | Grandvalira | Ivan Origone         | Klaus Schrottshammer | Simone Origone       |
| 23. Februar 2014 | Grandvalira | Klaus Schrottshammer | Ivan Origone         | Simone Origone       |
| 7. März 2014     | Sun Peaks   | Klaus Schrottshammer | Ivan Origone         | Simone Origone       |
| 8. März 2014     | Sun Peaks   | Ivan Origone         | Simone Origone       | Klaus Schrottshammer |
| 15. März 2014    | Idre Fjäll  | Klaus Schrottshammer | Ivan Origone         | Simone Origone       |
| 16. März 2014    | Idre Fjäll  | Klaus Schrottshammer | Bastien Montes       | Nikolay Pimkin       |

## Podestplatzierungen Damen
| Datum            | Ort         | 1. Platz               | 2. Platz               | 3. Platz               |
| ---------------- | ----------- | ---------------------- | ---------------------- | ---------------------- |
| 25. Januar 2014  | Vars        | Valentina Greggio      | Linda Baginski         | Karine Dubouchet Revol |
| 22. Februar 2014 | Grandvalira | Valentina Greggio      | Linda Baginski         | Karine Dubouchet Revol |
| 23. Februar 2014 | Grandvalira | Valentina Greggio      | Linda Baginski         | Karine Dubouchet Revol |
| 7. März 2014     | Sun Peaks   | Linda Baginski         | Karine Dubouchet Revol | Valentina Greggio      |
| 8. März 2014     | Sun Peaks   | Linda Baginski         | Karine Dubouchet Revol | Valentina Greggio      |
| 15. März 2014    | Idre Fjäll  | Karine Dubouchet Revol | Linda Baginski         | Liss-Anne Pettersen    |
| 16. März 2014    | Idre Fjäll  | Linda Baginski         | Liss-Anne Pettersen    | Karine Dubouchet Revol |